# Rüdesheim (Nahe)

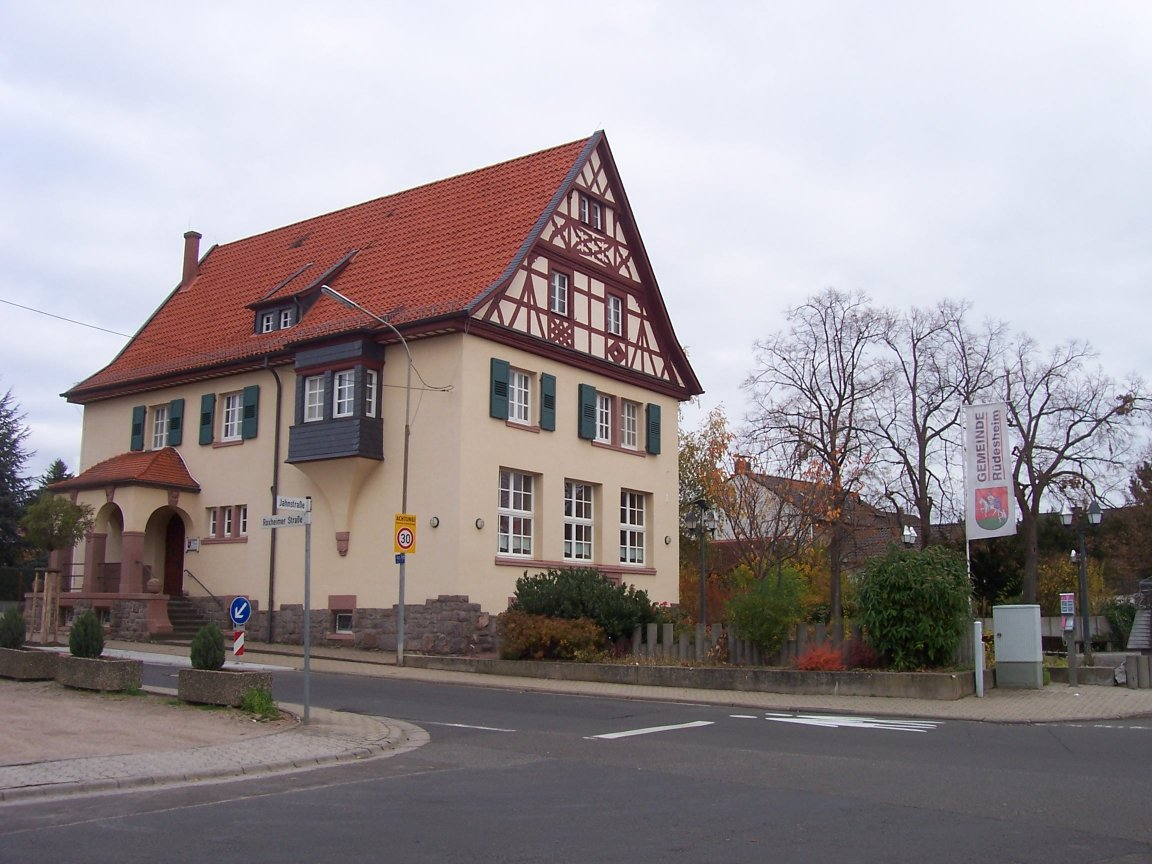
Rüdesheim, ehemalige Schule

Rüdesheim ist eine Ortsgemeinde im Landkreis Bad Kreuznach in Rheinland-Pfalz und Verwaltungssitz der Verbandsgemeinde Rüdesheim, der sie auch angehört. Rüdesheim ist gemäß Landesplanung als Grundzentrum ausgewiesen.

## Geographie
Rüdesheim liegt am Übergang von Rheinhessen zum Hunsrück an der Mündung des Katzenbaches in den Ellerbach, einen Zufluss der Nahe. Es befindet sich ca. 4 km westlich der Kreisstadt Bad Kreuznach und ist mittlerweile mit dieser zusammengewachsen. Weitere Nachbarorte und -gemeinden sind Weinsheim, Hüffelsheim, Roxheim, Mandel und Hargesheim.
Zu Rüdesheim gehören die Wohnplätze Lohrer Mühle, Rüdesheimer Hof und Zum Hargesheimer Pfad.

## Geschichte
Im Jahr 1100 wird Rüdesheim als Schenkung an das Kloster Sponheim erwähnt. Im Jahr 1125 wütete die Pest in Rüdesheim. Zur selben Zeit brach eine Hungersnot aus. Der Ort wurde im Jahr 1334 neben Bockenau, Weinsheim und Sponheim in einem Konflikt zwischen den Grafen von Sponheim und Erzbischof Balduin von Trier eingeäschert.
Die Reformation wurde in Rüdesheim ab 1556 angenommen. Im Dreißigjährigen Krieg (1618–1648) wie im Pfälzischen Erbfolgekrieg (1688–1697) wurde Rüdesheim wie weiter Orte im Naheraum schwer verwüstet.
Ab dem Jahr 1799 gehörte Rüdesheim zur Mairie Mandel und von 1801 bis 1814 zum französischen Département de Rhin-et-Moselle. Nach dem Zusammenbruch der Herrschaft Napoleons und dem Wiener Kongress fiel Rüdesheim von 1815 bis 1946 an das Königreich Preußen und kam durch die Neugliederung zum Kreis Kreuznach im Regierungsbezirk Koblenz.
1794 wurde der Ort von französischen Truppen besetzt.  Im Jahr 1893 wurde eine Kleinbahnstrecke der Kreuznacher Kleinbahnen gebaut und 1939 ein Schwimmbad eröffnet. Zum Ende des Zweiten Weltkrieges, 1945, marschierten amerikanische Truppen in den Ort ein.
Am 7. Juni 1969 erfolgte die Eingemeindung nach Bad Kreuznach, die jedoch am 17. Dezember desselben Jahres wieder aufgehoben wurde. Seit 1970 ist Rüdesheim Hauptort der neugegründeten Verbandsgemeinde Rüdesheim. 1994 wurde die B-41-Ortsumgehung eingeweiht, die den innerörtlichen Verkehr aufnimmt.
Bevölkerungsentwicklung
Die Entwicklung der Einwohnerzahl von Rüdesheim, die Werte von 1871 bis 1987 beruhen auf Volkszählungen:
| Jahr | Einwohner |
| ---- | --------- |
| 1815 | 204       |
| 1835 | 371       |
| 1871 | 451       |
| 1905 | 550       |
| 1939 | 689       |
| 1950 | 834       |
| 1961 | 1.196     |

| Jahr | Einwohner |
| ---- | --------- |
| 1970 | 1.539     |
| 1987 | 2.115     |
| 1997 | 2.287     |
| 2005 | 2.358     |
| 2011 | 2.472     |
| 2017 | 2.654     |
| 2023 | 2.632     |

## Politik

### Gemeinderat
Der Gemeinderat in Rüdesheim besteht aus 20 Ratsmitgliedern, die bei der Kommunalwahl am 9. Juni 2024 in einer personalisierten Verhältniswahl gewählt wurden, und dem ehrenamtlichen Ortsbürgermeister als Vorsitzendem. Bis 2014 gehörten dem Gemeinderat 16 Ratsmitglieder an.
Die Sitzverteilung im Gemeinderat:
| Wahl | SPD | CDU | FWG | FBL | Gesamt   |
| ---- | --- | --- | --- | --- | -------- |
| 2024 | 2   | 4   | –   | 14  | 20 Sitze |
| 2019 | 3   | 4   | –   | 13  | 20 Sitze |
| 2014 | 4   | 4   | –   | 12  | 20 Sitze |
| 2009 | 3   | 3   | 1   | 9   | 16 Sitze |
| 2004 | 3   | 3   | 1   | 9   | 16 Sitze |

- FBL = Freie Bürgerliste Rüdesheim

### Bürgermeister
Jürgen Poppitz (FBL) wurde 1999 Ortsbürgermeister von Rüdesheim. Bei der Direktwahl am 9. Juni 2024 wurde er mit einem Stimmenanteil von 84,2 % in seinem Amt bestätigt.

### Wappen
Das Wappen von Rüdesheim stellt St. Martin auf einem Pferd, seinen Mantel mit einem Schwert teilend, dar. Links davor ist ein kniender Bettler zu finden. Die Figuren sind weiß, der Mantel ist blau, der Grund ist grün und der Hintergrund ist rot. Das Wappen wurde, nach dem Vorbild eines Gerichtssiegels aus dem Jahr 1569, 1950 vom Rheinland-pfälzischen Innenministerium genehmigt.

## Verkehr und Infrastruktur
In Rüdesheim gibt es eine Grundschule, eine Kindertagesstätte, eine Gemeindebücherei, eine Apotheke, zwei Arztpraxen, eine Zahnarztpraxis, sowie fünf Supermärkte bzw. Discounter. Am westlichen Ortsrand in Richtung Weinsheim befindet sich ein Seniorenzentrum sowie ein Service Wohnen vom Deutschen Roten Kreuz.
Der Ort hat eine direkte Anbindung an die B 41, welche den Ort seit 1994 nördlich umgeht und zur nahegelegenen A 61 führt.
Der nächstgelegene Bahnhof ist Bad Kreuznach an den Bahnstrecken Mainz-Saarbrücken und Bingen–Kaiserslautern.
Rüdesheim besaß von 1895 bis 1936 einen Bahnhof an der schmalspurigen Strecke Bad Kreuznach–Winterburg. Omnibusse und ein Lastkraftwagen lösten deren Verkehr ab.